# Araripedactylus
Araripedactylus foi um grande gênero de pterossauro pterodactilóide, conhecido a partir de um único osso de asa encontrado no Cretáceo Inferior da Formação Santana do Brasil.
O gênero foi nomeado em 1977 por Peter Wellnhofer que, sem saber que o nome Araripesaurus havia sido publicado por Price em 1971, presumiu que ele estava nomeando o primeiro gênero de pterossauro do Brasil. O nome do gênero refere-se a Chapada do Araripe e combina isso com daktylos, grego para "dedo", um elemento comum em nomes de pterossauros desde Pterodactylus. A espécie-tipo é denominada Araripedactylus dehmi; o nome específico homenageia o paleontólogo alemão Richard Dehm, professor do instituto de Munique que adquiriu o único espécime conhecido em 1975.
A envergadura de Araripedactylus foi estimada por Wellnhofer como pelo menos 4,8 metros, e em outra publicação em 5 metros.